# Сидерация
Сидера́ция (фр. sidération < лат. sīdere оседать, оставаться лежать) — запахивание в почву зелёной массы растений (сидератов - зелёного удобрения) с целью её обогащения азотом и органическими веществами.
Этот термин предложил французский учёный Ж. Виль (Ville, 1824—1897).
Для сидерации применяют, главным образом, бобовые культуры — люпин, сераделлу, донник, лядвенец, чину, клевер, вику, кроталярию, эспарцет; злаки — рожь озимую, овёс, гречиху; крестоцветные культуры — горчицу, рапс, редьку масличную и др.
Сидерацию полезно сочетать с внесением калийных и фосфорных минеральных удобрений.
Растения либо запахивают на корню на участке, либо (что реже) — скашивают и используют для удобрения другого поля, или для компоста. Как зелёное удобрение растения-сидераты наиболее ценны в начальной фазе своего цветения. С образованием и, тем более, созреванием семян зелёная масса растений теряет значительную часть запасов питательных веществ.
Помимо обогащения почвы органическим веществом, пахотный слой обогащается азотом, который был ассимилирован клубеньковыми бактериями, а также другими питательным веществами, которые были извлечены корнями сидератов из глубоких почвенных горизонтов. За счёт поглощения из почвенного грунта легковымываемых минеральных удобрений (нитратов и сульфатов) и последующей отдаче их в составе растительных остатков, сидераты сдерживают неэффективный вынос из почвы полезных веществ.
Эффективность сидерации при улучшении плодородия почв приблизительно такая же, как и при применении навоза. В Нечернозёмной зоне России средняя прибавка урожайности составляет:
- зерновые — 8—10 ц с 1 га,
- картофель — 40—50 ц с 1 га.

В то же время, помимо обогащения почвы полезными веществами, сидерация улучшает физические и физико-химические свойства почвы (буферность, ёмкость поглощения, влагоёмкость, почвенную структуру и т. п.), понижает кислотность, обеспечивает развитие полезной микрофлоры, а отдельные виды сидератов дают и иной (сопутствующий) эффект, которого нельзя достичь внесением навоза, — привлечение на участок насекомых-опылителей, насекомых-энтомофагов (питающихся насекомыми-вредителями), отпугивание различных вредителей, дезинфекция (обеззараживание) почвы от возбудителей грибковых и бактериальных заболеваний растений, вытеснение сорняков и др.

## История применения
В Европе этот прием, позаимствованный из Китая, начал распространяться в странах Средиземноморья уже во времена Древней Греции. Ещё римского писатель и ученый Плиний Старший, живший в 23—79 годы нашей эры, являющийся автором 37-томной   «Естественной Истории», представляющей собой всеобъемлющую энциклопедию всевозможных знаний древнего мира о природе, описывал этот прием земледелия. Самый большой раздел этого труда, 21-й том, посвящен описанию растительного царства.  В нем в отношении зеленого удобрения Плиний говорит следующее: «Все согласны с тем, что нет ничего полезнее люпина, если его до образования бобов заделать в почву плугом или двузубой мотыгой, или пучки люпина, срезанные у поверхности почвы, закопать близ корней плодовых деревьев и кустов винограда... Это такое же хорошее удобрение, как и навоз».
Сидерацию применяют в земледелии с глубокой древности:
- Китай, Индия, Индонезия, государства Средней Азии — более 3 тыс. лет.
- Страны Средиземноморья — с IV—III веков до н. э.
- Центральная Европа (Германия, Польша и др.) — с XIX века.
- Европейская часть России — с 1903 года (Черниговская губерния).